# Maleque
Maleque ou Melique (em árabe: ملك; romaniz.: malik) é uma palavra árabe que significa "rei" ou "chefe". Foi adotada por diversas línguas asiáticas, principalmente em sociedades islamizadas ou arabizadas, para designar seus monarcas, príncipes ou referir-se a reis de outros locais. Também é utilizado com outros significados; Al-Malik (literalmente "O Rei") é um dos nomes de Deus no islamismo. Sua versão feminina é malicá (em árabe: ملكة; romaniz.: malikah; em persa: ملکه; romaniz.: malekeh), "rainha".

## Etimologia
A partícula mlk, do semita do noroeste, era o título dado aos soberanos das cidades-estado do Levante a partir do fim da Idade do Bronze. A forma usada no hebraico bíblico é מֶלֶךְ‏, melek. O termo Moloque foi interpretado tradicionalmente como epíteto de um deus, conhecido como "o rei" assim como Baal recebia o epíteto de "o mestre" e Adon de "o senhor"; moloque, no entanto, era pronunciado propositalmente errado, como Molek no lugar de Melek, utilizando-se as vogais da palavra hebraica bosheth, "vergonha".